# Јован Радовић
Јован Радовић (28. октобар 1891, Баре, Доња Морача - 15. новембар 1918. Сарајево), био је професор и четнички војвода.
Основну школу је завршио у месту рођења, а гимназију у Београду. Студије је завршио у Лајпцигу у предвечерје Првог светског рата 1914. године, одакле је пребегао, преко Русије, у родну Црну Гору. Јован Радовић је припадао омладинском покрету који су предводили Марко Даковић и Лазар Дамњановић.
По капитулацији Црне Горе одметнуо се, заједно са братом Савом, у планине. Новембра 1916. године кренуо је код војводе Пећанца, у друштву са братом, те браћом Милинком и Тошком Влаховићем и браћом Миланом и Ђуром Дрљевићем. Сви су они постали четовође комитске. Успео да се пребаци у Србију, где је постао један од најзаслужнијих фигура Јабланичко-Топличког устанка, као командант Пиротског комитског одреда. Пријатељ и одани саборац до краја комитског војводе Косте Војновића.
Четовођа Радовић је био главни организатор народног устанка (Топличког) на десној обали Мораве. Био је омиљен у народу због своје памети, речитости, одважности. Био је образован полиглота, одличан говорник и организатор који лако придобија људе. Коста Пећанац га је нарочито ценио због његове непоколебљивости. Са својом војском је ослободио од бугарског окупатора варошицу Власотинце. Његов комитски одред је широко маневрисао залазећи и у источну Тесалију; стизао до Кучајских планина и враћао се назад. Изабран је 9. фебруара 1917. године у селу Обилићу, на комитском састанку за војводу пиротског краја.
Као професор био је наклоњен деци, која су под његовим вођством много тога учинила за српство. Чим је пробијен Солунски фронт, Радовић је кренуо код војводе Пећанца у Пећ. Предстојао је велико разрачунавање са присталицама бившег црногорског краља Николе. Приликом ослобађања Црне Горе, у позну јесен 1918. године, Радовић је заступао војводу Косту Миловановића Пећанца, па је са топличким и црногорским четницима опколио (20. октобар 1918) Никшић, и принудио на предају Аустро-угарске трупе (86 официра, 30 кадета и 3.000 војника). Са српском војском кретао се на запад и стигао у Сарајево. По доласку у град, још исте ноћи умире после трпљења трочасовних великих болова у стомаку. Његова мистериозна смрт у Сарајеву била је повод крвавог разрачунавања између породица Радовић и Меденица - Дожић, јер су Радовићи сумњали да је Јован отрован од стране присталица краља Николе. Сматрало се да га је отровао Црногорац, Саво Меденица. Због Јованове смрти, његов брат Саво је извршио крвну освету, и убио у Подгорици, Мила Дожића - Меденицу. Убијени Мило је био наводно један од "најкултурнијих људи" у Црној Гори тог времена.
Био је Радовић велики поборник уједињења српских земља, пре свега Србије и Црне Горе. Није се женио; умро је млад. Због ратних заслуга постхумно је од стране Александра I Карађорђевића, 11. априла 1920. године одликован "златном медаљом за храброст".